# Mariä-Schutz-und-Fürbitte-Kirche (Sutkiwzi)

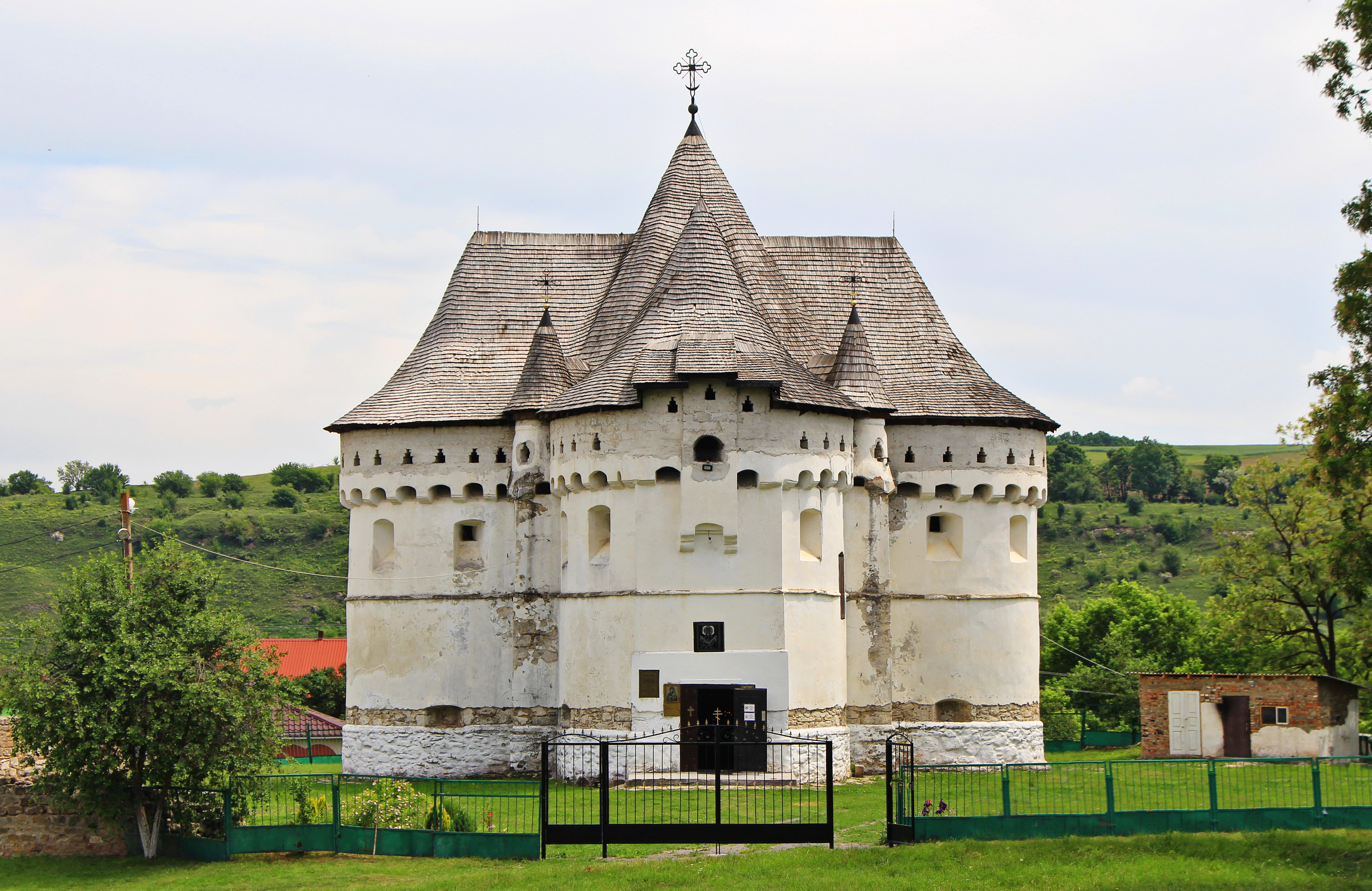
Mariä-Schutz-und-Fürbitte-Kirche (2018)

Die Mariä-Schutz-und-Fürbitte-Kirche (ukrainisch Свято-Покровська церква) ist eine Wehrkirche in Sutkiwzi (Rajon Chmelnyzkyj) in der Ukraine.

## Geschichte
Die Datierung und ursprüngliche Funktion des Gebäudes sind umstritten. Es soll ungefähr im 14. Jahrhundert als Wohnturm errichtet worden sein. 1476 soll es durch die Bemühungen der Besitzer des Dorfes Sutkiwzi zu einer Kirche mit einer Anordnung von Ziegelgewölben auf Rippen und hohen gotischen Dächern im ersten Stock umgebaut worden sein. Die ersten Forscher des Gebäudes, Hryhorij Pawluzkyj und Juchym Sizynskyj, datierten es stattdessen auf das Ende des 16. Jahrhunderts und hielten es für eine zur Verteidigung angepasste Kirche.
In der zweiten Hälfte des 18. Jahrhunderts wurde über dem Westflügel der Kirche ein zweistöckiger Glockenturm aus Holz errichtet. 1894 wurde das Gebäude umgebaut, wobei ein Teil seiner alten gotischen Formen verloren ging. Während der Sowjetzeit wurde die Kirche zweimal geschlossen. Zuerst von 1939 bis 1942 und dann von 1946 bis 1989. 1990 wurde sie der Religionsgemeinschaft zurückgegeben, die selbst unqualifizierte Reparaturen durchführte, wodurch die Wände durchnässt wurden.
In den Jahren 2006 bis 2009 wurde das Gebäude rekonstruiert. Gleichzeitig wurden alle Dächer abgebaut und neue Dächer mit veränderter Höhe, Form und Konfiguration gebaut. Infolgedessen veränderte das Gebäude sein Aussehen und verlor weitgehend seine Authentizität. Heute werden in der Kirche Gottesdienste abgehalten und es gibt dort auch ein Museum. Sie ist ein Baudenkmal von nationaler Bedeutung.

## Standort und Eigenschaften
Die Kirche steht auf einem Hügel am linken Ufer der Uschyzja, einem linken Nebenfluss des Dnister. Auf einem benachbarten Hügel befinden sich die Überreste einer steinernen Burg. Das Auftreten einer Wehrkirche in Sutkiwzi ist darauf zurückzuführen, dass das Dorf auf dem Weg lag, auf dem die Tataren normalerweise in westukrainische Gebiete eindrangen. Daher sollte die befestigte Kirche zusammen mit einer Burg in der Nähe tatarische Angriffe verhindern.
Die Kirche hat einen für die Ukraine ungewöhnlichen tetrakonchen Grundriss. Die gotischen Gewölbe der ersten Etage ruhen auf den Außenmauern und dem Mittelpfeiler. Im Inneren sind Schlusssteine mit Wappenschilden erhalten. Die zweite Etage hat Holzdecken. Die Treppen zur zweiten Etage sind aus Stein. Die Mauern haben Schießscharten und die dritte Etage ist eine Verteidigungsgalerie mit Wehrerkern auf Konsolen.